# Mikhaïl Tikhonravov
Pour les articles homonymes, voir Tikhonravov.
Mikhaïl Klavdievitch Tikhonravov (en russe : Михаил Клавдиевич Тихонравов) (29 juillet 1900 - 3 mars 1974), était un pionnier soviétique des engins spatiaux et des fusées.

## Biographie
Il fut à l'académie de Joukovski de 1922 à 1925, y construisit des planeurs et y découvrit les idées de Konstantin Tsiolkovsky sur le vol spatial. En 1932, il rejoignit le GIRD dont il fut un des leaders. Son équipe construisit la fusée GIRD-09, propulsée à l'oxygène liquide et à l'essence gélifiée, qui fut lancée le 17 août 1933.
Tikhonravov resta au GIRD alors qu'il évolua en RNII (institut de recherche sur la propulsion par réaction), puis en NII-1. En 1946, il devint sous directeur du NII-4, où il dirigea une équipe de chercheurs qui firent des avancées importantes sur les fusées, les orbites des satellites, les trajectoires de rentrée dans l'atmosphère et la protection thermique. Son équipe mit au point Spoutnik 3, Luna 1, Luna 3, Luna 4, et les premières sondes pour Vénus et Mars. En 1956, Sergey Korolev fit fusionner Tikhonravov et son équipe dans son bureau, l'OKB-1.
Le cratère Tikhonravov, sur Mars, est baptisé en son honneur.